# DDR-Mannschaftsmeisterschaft im Schach 1989
Bei der DDR-Mannschaftsmeisterschaft im Schach 1989 gewann Baukombinat Leipzig zum dreizehnten Mal die DDR-Mannschaftsmeisterschaft.
Gespielt wurde ein Rundenturnier, wobei jede Mannschaft gegen jede andere jeweils zwei Mannschaftskämpfe an acht Brettern austrug. Insgesamt waren es 56 Mannschaftskämpfe, also 448 Partien. Die zentrale Endrunde fand in Leipzig statt. Vor dem Finale war an der Spitze noch alles offen.

## DDR-Mannschaftsmeisterschaft 1989

### Kreuztabelle der Oberliga (Rangliste)
|   | Verein                 | 1   | 2   | 3   | 4   | 5   | 6    | 7    | 8    | Punkte |
| - | ---------------------- | --- | --- | --- | --- | --- | ---- | ---- | ---- | ------ |
| 1 | Baukombinat Leipzig    |     | 9,0 | 8,5 | 9,0 | 8,5 | 9,0  | 10,5 | 10,5 | 65,0   |
| 2 | Empor HO Berlin I      | 7,0 |     | 8,0 | 8,0 | 9,5 | 9,0  | 12,5 | 8,5  | 62,5   |
| 3 | Mikroelektronik Erfurt | 7,5 | 8,0 |     | 8,0 | 8,5 | 9,0  | 11,0 | 9,5  | 61,5   |
| 4 | Buna Halle-Neustadt    | 7,0 | 8,0 | 8,0 |     | 9,0 | 8,0  | 7,0  | 9,5  | 56,5   |
| 5 | Post Dresden           | 7,5 | 6,5 | 7,5 | 7,0 |     | 11,0 | 8,0  | 8,0  | 55,5   |
| 6 | Lok Leipzig-Mitte      | 7,0 | 7,0 | 7,0 | 8,0 | 5,0 |      | 9,5  | 8,0  | 51,5   |
| 7 | Empor HO Berlin II     | 5,5 | 3,5 | 5,0 | 9,0 | 8,0 | 6,5  |      | 10,5 | 48,0   |
| 8 | Lok Karl-Marx-Stadt    | 5,5 | 7,5 | 6,5 | 6,5 | 8,0 | 8,0  | 5,5  |      | 47,5   |

### Beste Einzelergebnisse bei mindestens 10 Partien
| Spieler            | Verein  | Prozent |
| ------------------ | ------- | ------- |
| Manfred Schöneberg | Leipzig | 85,7    |
| Ralf Schöne        | Berlin  | 79,2    |
| Hartmut Höckendorf | Berlin  | 77,3    |
| Uwe Bönsch         | Halle   | 70,8    |
| Bernd Vökler       | Erfurt  | 70,8    |
| Peter Enders       | Erfurt  | 67,9    |
| Dirk Poldauf       | Berlin  | 67,9    |
| Lothar Vogt        | Leipzig | 66,7    |

### Die Meistermannschaft
| 1.            | Baukombinat Leipzig |
| Schachfiguren | Rainer Knaak, Lothar Vogt, Thomas Casper, René Wendt, Manfred Schöneberg, Detlef Neukirch, Gottfried Braun, Martin Niering, Ralf Piazza, Rainhard Gnauk |

### DDR-Liga
| Platz | Verein                    | Punkte |
| ----- | ------------------------- | ------ |
| 01    | AdW Berlin                | 107,0  |
| 02    | TU Magdeburg              | 086,5  |
| 03    | Schifffahrt/Hafen Rostock | 082,5  |
| 04    | Lok Schwerin              | 073,5  |
| 05    | Dynamo Potsdam            | 073,0  |
| 06    | Lok Stralsund             | 068,0  |
| 07    | Lok Rostock               | 067,5  |
| 08    | Rotation Berlin II        | 066,5  |
| 09    | Aufbau Teterow            | 054,0  |
| 10    | Schweriner VB             | 041,5  |

| Platz | Verein                 | Punkte |
| ----- | ---------------------- | ------ |
| 01    | Rotation Berlin        | 89,0   |
| 02    | Empor Potsdam          | 87,5   |
| 03    | AdW Berlin II          | 86,0   |
| 04    | Lok Brandenburg        | 74,5   |
| 05    | Lok Schwerin II        | 73,5   |
| 06    | Aufbau Börde Magdeburg | 67,0   |
| 07    | Motor Wernigerode      | 64,5   |
| 08    | Aufbau Bernburg        | 62,5   |
| 09    | Motor SO Magdeburg     | 62,0   |
| 10    | Motor Falkensee        | 53,5   |

| Platz | Verein                        | Punkte |
| ----- | ----------------------------- | ------ |
| 01    | Greika Greiz                  | 88,0   |
| 02    | Carl Zeiss Jena               | 83,0   |
| 03    | Mikroelektronik Erfurt II     | 82,0   |
| 04    | Lok Leipzig-Mitte II          | 81,0   |
| 05    | Motor Suhl                    | 77,5   |
| 06    | Motor Nordhausen              | 73,5   |
| 07    | Motor Gohlis Nord Leipzig     | 73,5   |
| 08    | Medizin Erfurt                | 65,0   |
| 09    | Fortschritt Gera-Liebschwitz  | 55,0   |
| 10    | Werkzeugkombinat Schmalkalden | 41,5   |

| Platz | Verein                       | Punkte |
| ----- | ---------------------------- | ------ |
| 01    | Chemie Lützkendorf           | 93,0   |
| 02    | Post Dresden III             | 82,5   |
| 03    | Lok Karl-Marx-Stadt II       | 77,5   |
| 04    | Buna Halle-Neustadt II       | 72,5   |
| 05    | WBK 67 Halle-Neustadt        | 69,5   |
| 06    | Aktivist Oelsnitz            | 69,0   |
| 07    | Motor Leipzig-Lindenau       | 68,5   |
| 08    | Lok Gera                     | 66,0   |
| 09    | Fortschritt Plauen           | 61,0   |
| 10    | Motor Gohlis Nord Leipzig II | 60,5   |

| Platz | Verein                              | Punkte |
| ----- | ----------------------------------- | ------ |
| 01    | Fortschritt Cottbus                 | 87,5   |
| 02    | Post Dresden II                     | 84,5   |
| 03    | Mikroelektronik Dresden             | 83,5   |
| 04    | AdW Berlin III                      | 74,0   |
| 05    | Lok Dresden                         | 73,5   |
| 06    | Aktivist Brieske-Senftenberg        | 69,5   |
| 07    | Fortschritt Nord Forst              | 69,0   |
| 08    | Aktivist Schwarze Pumpe Hoyerswerda | 65,5   |
| 09    | Rotation Berlin III                 | 59,5   |
| 10    | Pneumant Fürstenwalde               | 53,5   |

### Aufstiegsspiele zur Oberliga
1. Runde
- AdW Berlin – Chemie Lützkendorf 10:6
- Rotation Berlin – Fortschritt Cottbus 9½:6½

Greika Greiz verzichtete auf die Teilnahme an den Aufstiegsspielen.
Finale
- AdW Berlin – Rotation Berlin 9½:6½

## DDR-Mannschaftsmeisterschaft der Frauen 1989

### Oberliga
| Platz | Verein                 | Punkte |
| ----- | ---------------------- | ------ |
| 1     | AdW Berlin             | 52,5   |
| 2     | Post Dresden           | 48,5   |
| 3     | Buna Halle-Neustadt    | 46,0   |
| 4     | Chemie Guben           | 45,0   |
| 5     | Motor Weimar           | 40,0   |
| 6     | Motor Leipzig-Lindenau | 39,5   |
| 7     | Baukombinat Leipzig    | 38,5   |
| 8     | WBK Berlin             | 26,0   |

### DDR-Liga
| Platz | Verein                            | Punkte |
| ----- | --------------------------------- | ------ |
| 1     | Rotation Berlin                   | 45,5   |
| 2     | PH Potsdam                        | 39,5   |
| 3     | Chemie Buna Schkopau              | 33,5   |
| 4     | Wilhelm-Pieck-Universität Rostock | 28,0   |
| 5     | TU Magdeburg                      | 21,0   |
| 6     | WBK Berlin II                     | 12,5   |

| Platz | Verein                    | Punkte |
| ----- | ------------------------- | ------ |
| 1     | Motor Gohlis Nord Leipzig | 38,0   |
| 2     | Post Dresden II           | 32,0   |
| 3     | Lok Karl-Marx-Stadt       | 32,0   |
| 4     | Metall Gera               | 30,5   |
| 5     | Motor Liebertwolkwitz     | 26,0   |
| 6     | Motor Leipzig-Lindenau II | 21,5   |

### Regionalliga
Ergebnisse und Tabellen der Regionalliga liegen nicht vor. Es wurde folgende Staffeleinteilung veröffentlicht:
- Staffel I: Aufbau Rüdersdorf, Aufbau Rüdersdorf II, BVK Berlin, Rotation Schwedt, Pionierhaus Luckenwalde, Motor Eberswalde
- Staffel II: Motor Weimar II, ISG Apolda, Chemie IW Ilmenau, Rotation Berlin II, BVK Berlin, Chemie Berlin-Weißensee
- Staffel III: Wissenschaft Rodewisch, Wissenschaft Rodewisch II, Eintracht Seiffen, Medizin Görlitz, Metall Gera II, Buna Halle-Neustadt II

## Jugendmeisterschaften
| Altersklasse       | männlich                | weiblich                   |
| ------------------ | ----------------------- | -------------------------- |
| Altersklasse 7/10  | Lok Halle               | Einheit Halle-Neustadt     |
| Altersklasse 11/14 | Stahl Niederschönhausen | Pionierhaus Halle-Neustadt |
| Altersklasse 15/18 | Post Dresden            | Post Dresden               |